# シーサケート県

シーサケート県
จังหวัดศรีสะเกษ

- この項目は英語版を元に作成されています。

シーサケート県（シーサケートけん、タイ語: จังหวัดศรีสะเกษ）はタイ・東北部の県（チャンワット）の一つ。スリン県、ローイエット県、ヤソートーン県、ウボンラーチャターニー県と接し、カンボジアとの国境を有する。

## 地理
県はメコン川の支流であるムーン川が形成した台地（コーラート台地）に位置する。また、県南部に位置するドンレック山脈はカンボジアとの国境を形成する。
- カオプラウィハーン国立公園（プレアヴィヒア寺院）

## 歴史
県内にクメール王朝の遺跡が残ることから、12世紀頃にはすでにクメール人が進出していたと考えられる。現地の伝説によれば当時はシーナコーンラムドゥワンと呼ばれていたという。その後にこの地域の中心が現在のクカン郡に移り、クカンと呼ばれるようになった。時代は下って1759年、チュラーロンコーン王（ラーマ5世）のモントン制により、県庁所在地を現在の場所に移したが、その名前、クカンは維持された。1938年には県庁所在地がシーサケートと呼ばれるようになり県名もシーサケートとなった。
1940年、タイ・フランス領インドシナ紛争（1940年 - 1941年）、東京条約。
2008年、プレア・ビヘア寺院事件。

## 民族
県民の26.2%はクメール語を母語とする民族である。

## 県章

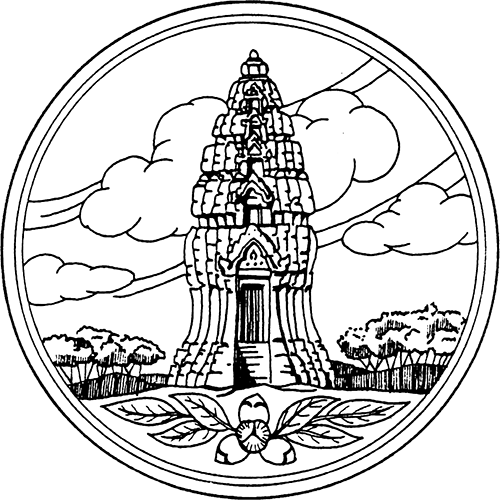
県章

|  | 県章はプラーサートヒン・バーンサモーと呼ばれる、1000年前頃に建てられたクメール遺跡がある。 県木・県花はともに Melodorum fruticosum である。この花は6つの花弁を持つが、これはこの県の発足当時の6つの郡（クカン郡、カンタララック郡、ウトゥムポーンピサイ郡、カンタラーロム郡、ラーシーサライ郡、クンハーン郡）を現している。 |

## 行政区分
シーサケート県は22の（アムプー）に分かれ、さらにその下位に206の町（タムボン）と、2,557の村（ムーバーン）がある。
| 1. ムアンシーサケート郡 2. ヤーンチュムノーイ郡 3. カンタラーロム郡 4. カンタララック郡 5. クカン郡 6. プライブン郡 7. プラーンクー郡 8. クンハーン郡 9. ラーシーサライ郡 10. ウトゥムポーンピサイ郡 11. ブンブーン郡 | 1. フワイタップタン郡 2. ノーンクーン郡 3. シーラッタナ郡 4. ナムクリエン郡 5. ワンヒン郡 6. プーシン郡 7. ムアンチャン郡 8. ベンチャラック郡 9. パユ郡 10. ポーシースワン郡 11. シラーラート郡 | シーサケート県の郡 |